# Amélie van Assche
Pour les articles homonymes, voir van Assche.
Amélie van Assche, née le 26 janvier 1804 à Bruxelles et morte dans la même ville le 11 mai 1880,, est une artiste peintre belge et peintre à la cour de Belgique. 

## Biographie

### Famille
Amélie van Assche, née à Bruxelles le 26 janvier 1804, et morte à Bruxelles le 11 mai 1880, est la fille d'Henri Jean van Assche, né à Bruxelles, commissaire de police à Bruxelles, et d'Henriette Susanne Laniesse ou La Niesse, née à Versailles, qui s'étaient mariés à Bruxelles en 1808 en légitimant leur fille Amélie née en 1804. Henri Jean Van Assche, commissaire de police  est le fils de François van Assche, cabaretier, né à Opdorp, village où les van Assche sont très nombreux, et avait épousé à Sterrebeek le 24 mai 1772 Pétronille Van Eycken, née à Sterrebeek, le 10 mars 1752 comme fille de Jean Baptiste Van Eycken et de Catharina Roekens. Il n'est pas apparenté au peintre Henri Van Assche.
Il est à noter qu'elle n'est donc pas - comme on le lit parfois - la sœur d'Isabelle Catherine van Assche, peintre paysagiste, élève d'Henri Van Assche, oncle de cette dernière et n'a aucun lien de parenté avec les peintres Henri Van Assche et François De Marneffe, comme prétendu dans le résumé.

### Formation
Ses premiers professeurs sont Félicité Lagarenne et Louis Autissier. Plus tard, elle part à Paris, où elle étudie auprès de Jean-François Millet. 

### Carrière artistique
Au début du XIXe siècle, "l'Art de la Miniature" est cultivé - tel qu'il s'exprime à l'époque - par Hortense van Baerlen, Marie-Josèphe Dargent et Amélie Van Assche. Elle débute à Gand en 1820, et à Bruxelles en 1821, avec des aquarelles et des pastels, et certaines de ses miniatures figurèrent dans les diverses expositions au salon de Bruxelles de 1830 et 1848, et à Gand entre 1835 et 1838,. 
Ses portraits, que l'on croit être de très bonnes ressemblances, sont aussi admirables pour la qualité des couleurs et du dessin. 
Le portrait de Léopold Ier, qu'elle peint en 1839, lui valut la nomination de peintre de la cour de la reine Louise Marie de Belgique,.
Elle fait partie de l'École flamande moderne.

## Collections publiques
- portrait de Mademoiselle Ambroisine, bibliothèque royale Albert 1er[11]

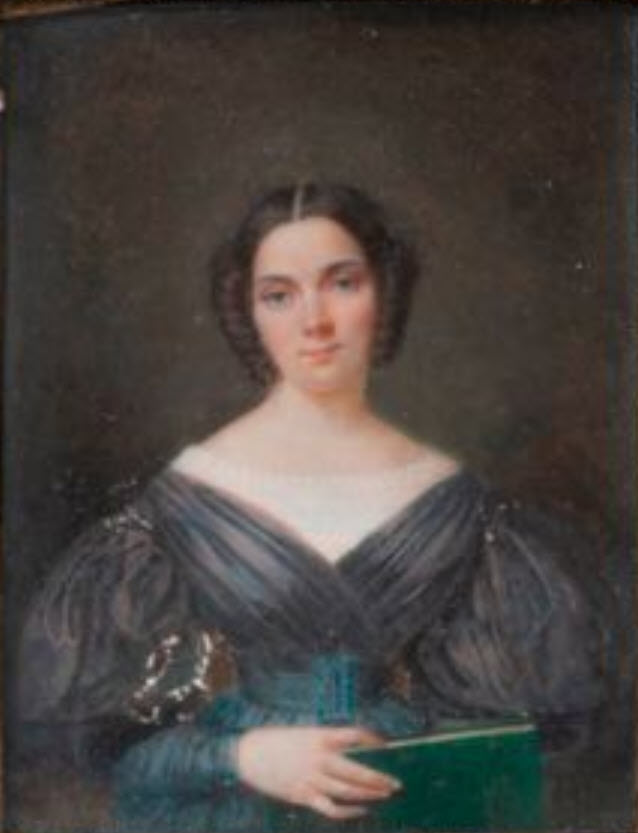
Portrait d'une jeune femme en buste, tenant un livre d'Amélie van Assche